# Saint-Aubin (Aube)
Saint-Aubin é uma comuna francesa na região administrativa de Grande Leste, no departamento de Aube. Estende-se por uma área de 17,76 km². Em 2010 a comuna tinha 596 habitantes (densidade: 33,6 hab./km²).